# Regula Sfântului Albert
Regula Sfântului Albert a fost scrisă în secolul al XIII-lea de Albert de Ierusalim⁠(en)[traduceți] pentru eremiții trăitori pe Muntele Carmel. În prezent este folosită ca regulă spirituală a Ordinului Carmelit. 